# براد لارسن
براد لارسن هو لاعب هوكي الجليد كندي، ولد في 28 يناير 1977 في ناكوسب في كندا.

## وصلات خارجية
- براد لارسن على موقع دوري الهوكي الوطني (الإنجليزية)
- براد لارسن على موقع EliteProspects.com (الإنجليزية)
- براد لارسن على موقع HockeyDB.com (الإنجليزية)
- براد لارسن على موقع Hockey-Reference.com (الإنجليزية)